# 小行星6527
小行星6527（英語：6527 Takashiito）是一颗围绕太阳公转的小行星。1992年10月31日，A. Natori、浦田武在清水町发现了此天体。
这颗小行星的绝对星等为107.46238等。